# Котельская, Татьяна Николаевна
Татьяна Николаевна Котельская (1 августа 1946 — 25 сентября 2011, Москва) — советский и российский диктор-сурдопереводчик на телевидении, а также борец за права инвалидов по слуху, почётный член ДСЗН.

## Биография
Родилась 1 августа 1946 года.
Она родилась в семье глухих, поэтому её жизнь была неразрывно связана с миром глухих. Первые свои слова маленькая девочка сказала жестами.
В четыре года переводила своей матери в судебной организации. Большая часть её трудового стажа была связана с Обществом глухих, где она работала сурдопереводчиком на Московском учебно-производственном предприятии № 2 и в Московской городской организации ВОГ. Для глухих она была переводчиком, ориентиром в мире слышащих, другом, родным человеком. На выбор профессии сурдопереводчицы она решилась из-за наличии в семье глухого родственника.
С её родственником занималась Надежда Квятковская, к которой чуть позже пришла идея создания на телевидении сурдоперевода и в 1987 году она сама и ряд других сурдопереводчиц во главе с Надеждой Квятковской стали регулярно выходить в эфире программы «Время». В общей сложности она читала жестами информационные передачи и ряд других передач 11 лет (с 1987 по 1998 год). Она являлась единственной сурдопереводчицей, которая на протяжении четырёх лет (с 1988 по 1991 год) переводила ежегодную телепередачу «Минута молчания» (выходящую в эфир 9 мая в 18:50) Помимо этого ею в разное время на телевидении были переведены на язык жестов телепередачи: «Клуб путешественников», «Прожектор перестройки», «Актуальное интервью», «Здоровье», «В мире животных», «По сводкам МВД», «ТСН», «Праздничные трансляции на Красной площади», «Здравствуйте, доктор!», «7 дней», «С Новым годом, товарищи» (выходящую в эфир 31 декабря в 23:50), телеигра «Что? Где? Когда?», «Новости».
В 1998 году на ОРТ случился творческий кризис вследствие дефолта и ряд известных сурдопереводчиц попали под сокращение, среди которых оказалась и она сама. После ухода с телевидения, она переводила социальные концерты для инвалидов, а также посещала учреждения, где проходят лечение инвалиды по слуху и дарила им подарки и гостиницы. С её помощью несколько сотен человек избавились от глухонемоты и вернулись к нормальной жизни. Также она часто выступала на митингах, приуроченных «Правам инвалидов по слуху», и посещала места, где проводят время инвалиды по слуху.
Скончалась на 66-м году жизни 25 сентября 2011 года в Москве в неделю инвалидов по слуху. Весть о её кончине сломила многих людей, особенно инвалидов по слуху.